# Победа (Ленинградская область)
Победа (до 1948 года Каннельярви, фин. Kanneljärvi) — посёлок в Рощинском городском поселении Выборгского района Ленинградской области.

## Название
Предположительно, происходит от слов «кантеле» (старинный музыкальный инструмент) и «озеро».
В 1944 году в деревне Каннельярви был организован совхоз «Победа». В 1948 году работники совхоза присвоили деревне новое наименование — Победа.
Переименование было закреплено указом Президиума ВС РСФСР от 13 января 1949 года.

## История
По состоянию на 1554 год в селении было 29 крестьянских дворов.
В селе находилась вилла «Niemen Hovi» петербургского заводчика Густава Крузеля, который являлся родственником изобретателя динамита Альфреда Нобеля.

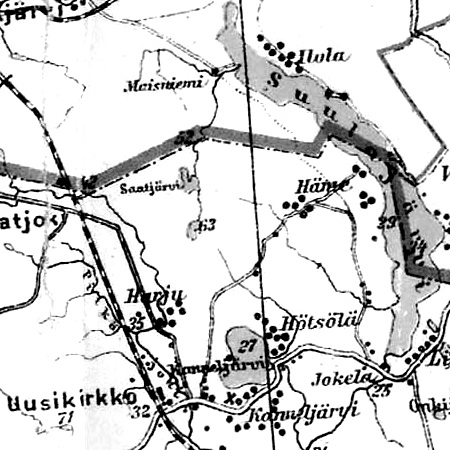
Деревня Каннельярви на финской карте 1923 года

До 1939 года село Каннельярви входило в состав одноимённой волости Выборгской губернии Финляндской республики.
С 1 января 1940 года по 31 июля 1945 года — в составе Кивенапского сельсовета, административный центр Каннельярвского (Райволовского) района.
С 1 июля 1941 года по 31 мая 1944 года — финская оккупация.
С 1 августа 1945 года — в составе Каннельярвского сельсовета Райволовского района.
С 1 октября 1948 года учитывается административными данными как деревня Победа в составе Победовского сельсовета Рощинского района.
В 1961 году деревня насчитывала 559 жителей.
С 1 февраля 1963 года — в составе Выборгского района.
Согласно административным данным 1966 года посёлок Победа находился в составе Победовского сельсовета, с административным центром в посёлке Цвелодубово
Согласно данным 1973 и 1990 годов посёлок Победа находился в составе Цвелодубовского сельсовета.
В 1997 году в посёлке Победа Цвелодубовской волости проживали 1811 человек, в 2002 году — 1943 человека (русские — 79 %).
В 2007 году в посёлке Победа Рощинского ГП проживали 1863 человека, в 2010 году — 2354 человека.

## География
Посёлок расположен в южной части района на автодороге 41К-088 (Голубые Озёра — Поляны) к западу от автодороги А181 (часть E 18) «Скандинавия» (Санкт-Петербург — Выборг — граница с Финляндией).
Расстояние до административного центра поселения — 10 км.
Расстояние до ближайшей железнодорожной станции Каннельярви — 4 км.
Посёлок находится на южном берегу Победного озера.

## Демография
| 2007 | 2010  | 2017  | 2021  |
| ---- | ----- | ----- | ----- |
| 1863 | ↗2354 | ↘1920 | ↗1928 |

## Экономика
- Птицефабрика «Ударник»
- Завод по изготовлению консервированных кормов для домашних животных[15]

## Известные уроженцы
- Юрьё Никканен (1914—1985) — финский легкоатлет, серебряный призёр Олимпийских игр в Берлине 1936 года
- Илья Штокалов (род. 1986) — российский гребец-каноист, бронзовый призёр Олимпийских игр в Рио-де-Жанейро 2016 года

## Фото

Народное училище Каннельярви. Открытка нач. XX в.
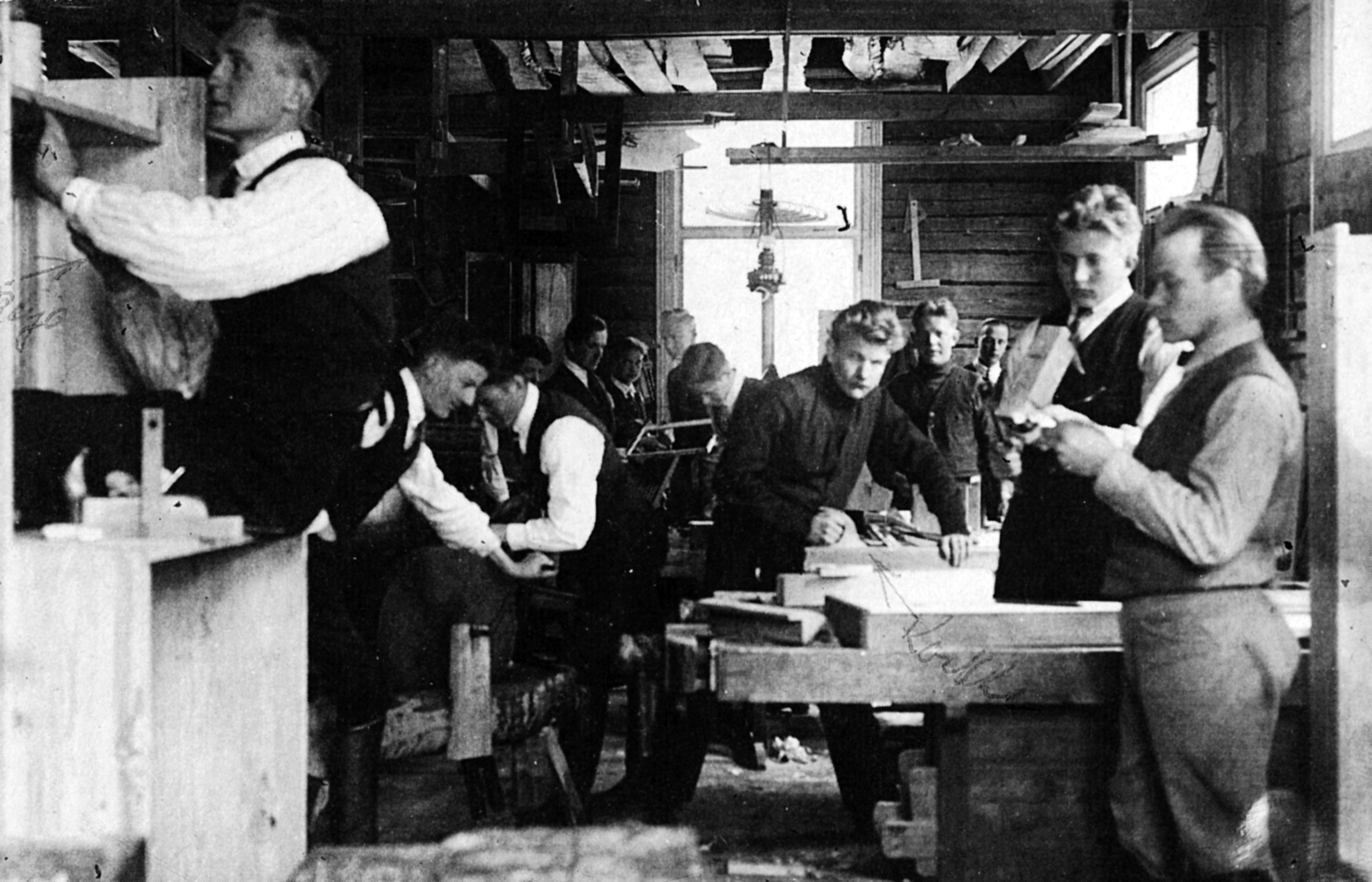
Занятия в столярной мастерской народного училища в Каннельярви. Слева стоит Леандер Рейо. 1924 год
Дача Густава Крузеля, вилла «Niemen Hovi». 1913 г.
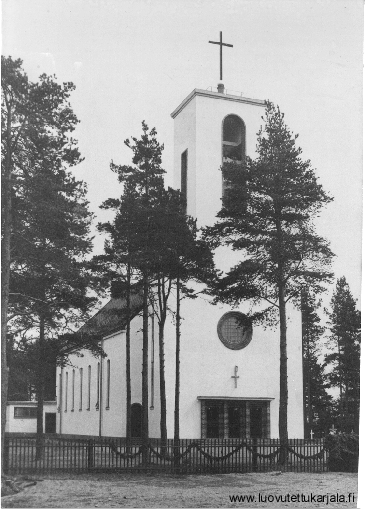
Церковь в Каннельярви, арх. Уно Ульберг. 1934 г.
Дача Густава Крузеля, вилла «Niemen Hovi». 2014 г.

## Улицы
1-й Серебристый проезд, 2-й Серебристый проезд, 3-й Серебристый проезд, 4-й Серебристый проезд, 5-й Серебристый проезд, 6-й Серебристый проезд, 7-й Серебристый проезд, Дорожная, Заводской тупик, Зеленый переулок, Лебяжий переулок, Лесная, Мира, Парковая, Песочная, Полевой переулок, Рыбачий переулок, Садовая, Светлая, Серебристая, Советская, Солнечный переулок, Тенистый проезд, Фабричная, Юности.